# Agathia discisticta
Agathia discisticta är en fjärilsart som beskrevs av Louis Beethoven Prout 1912. Agathia discisticta ingår i släktet Agathia och familjen mätare. Inga underarter finns listade i Catalogue of Life.